# Chi (unité)
Pour les articles homonymes, voir Chi (homonymie).

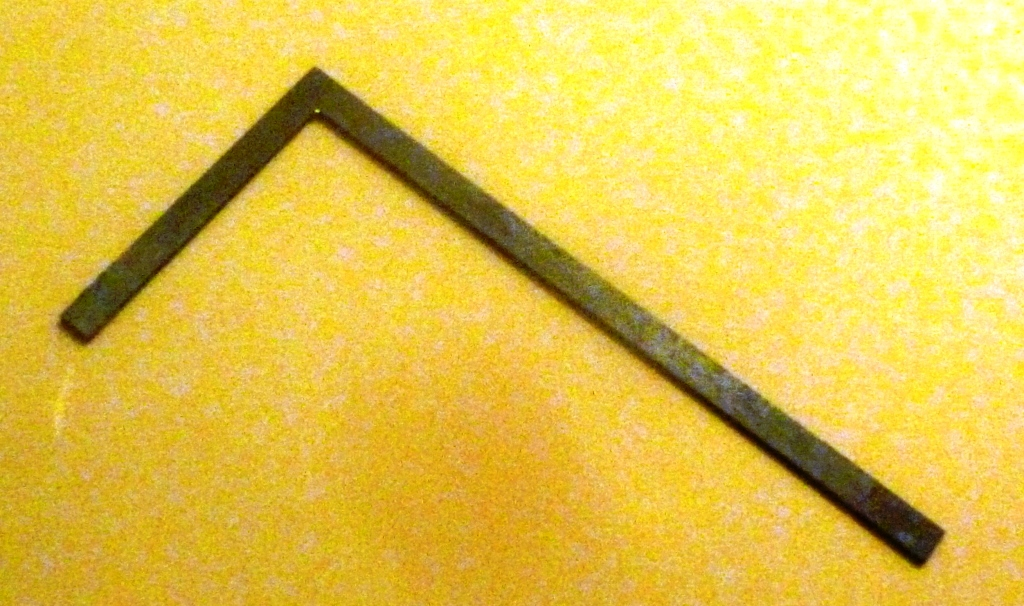
instrument de la dynastie Han, vers 206 à 220 servant à mesurer une distance d'un chi.

Le chi (chinois : 尺 ; pinyin : chǐ, parfois traduit par « pied ») est une unité de mesure, à la fois une unité de longueur (alors correctement traduite par « pied ») et une unité d'angle (utilisée en astronomie chinoise).
Dans le cas des angles, elle fait partie d'un ensemble de trois unités d'angle, avec le cun et le zhang, utilisé pour estimer certains angles sur la sphère céleste. 
Dans le cas de la mesure de distance, on en a dérivé le terme Yingchi (chinois : 英尺 ; pinyin : yīngchǐ ; litt. « pied anglais ») pour designer l'unité impériale britannique.
Le même caractère (尺) prononcé chě, sert à déterminer une note de musique traditionnelle chinoise, c'est-à-dire une fréquence sonore.

## Valeur duchi

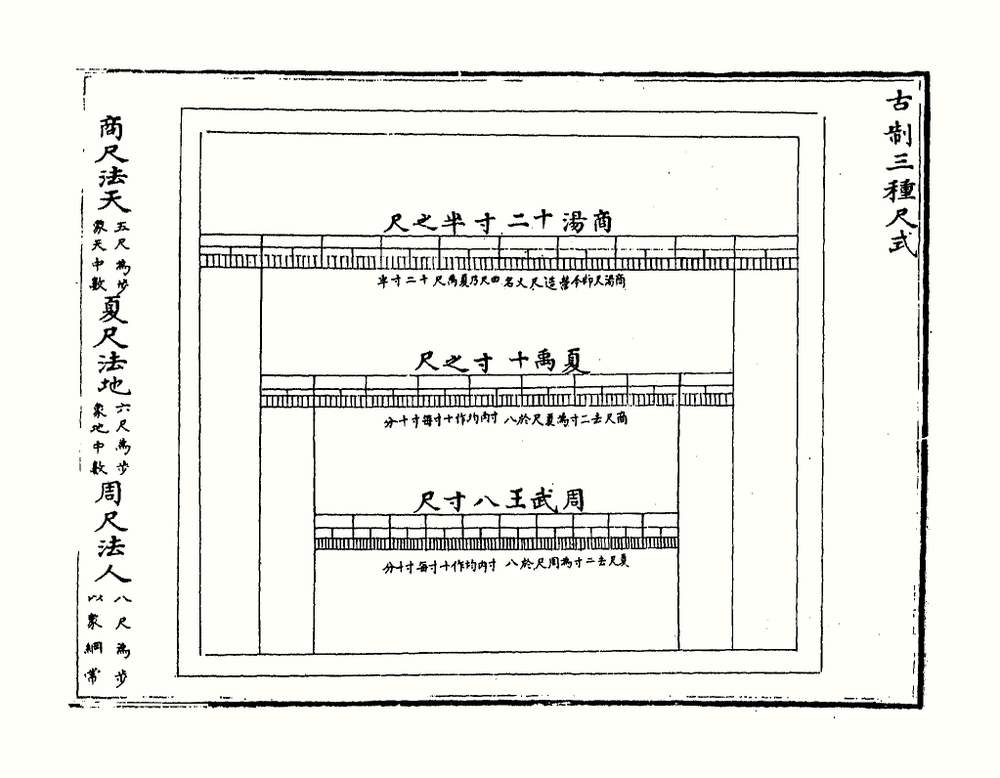
évolution de la valeur de l'unité de distance avec le temps (illustration du XVI.

Paradoxalement, aucun document n'indique la valeur exacte d'un chi ou de ses unités associées. En particulier, il n'existe pas de table de conversion entre le chi et l'unité d'angle utilisée pour déterminer les coordonnées des objets sur la sphère céleste (l'équivalent de l'ascension droite et de la déclinaison modernes), le du, dont la valeur est à peine inférieure à un degré. Il est par contre établi que le chi est l'unité intermédiaire entre le cun et le zhang, le zhang correspondant à 10 chi, lui-même égal à 10 cun
Le chi est fréquemment employé pour estimer la distance d'approche entre deux astres lors d'une conjonction. Il est aussi employé pour estimer le mouvement d'un astre (planète ou comète). 

### Déplacements planétaires
Plus précisément, le traité astronomique du Jin Shu indique qu'un déplacement d'une planète sur la sphère céleste peut être qualifié de « lent » s'il est de l'ordre de 1 à 2 cun par jour, et de rapide s'il atteint entre 5 cun et un chi par jour. Enfin, un astre est dit « pressé » s'il dépasse un du par jour. Ce passage du Jin Shu suggère assez fortement l'identification entre le du et le chi, identification confortée par les calculs modernes qui indiquent que Vénus peut avoir un déplacement allant jusqu'à 1,3 degré sur la sphère céleste, alors que Jupiter ou Saturne se déplacent typiquement à 0,1 ou 0,2 degré par jour. Seule Mercure peut parmi les planètes se déplacer plus rapidement que Vénus (jusqu'à deux degrés par jour), mais il est très difficile de suivre son déplacement pendant plusieurs jours consécutifs. 

### Conjonctions
Une autre méthode de détermination du chi peut être réalisée lors de conjonctions planétaires. Cette analyse révèle des fluctuations importantes de la valeur du chi d'un document à l'autre, son estimation variant entre 0,4 et 2,8 degrés. 
Dans un contexte légèrement différent, un auteur s'est basé sur un document astronomique, le Tianwen Dacheng Guankui Jiyao, donnant la distance entre les astérismes des loge lunaires et le plan de l'écliptique, obtenant une valeur de 1,5°±0,2° degré pour un chi, estimation cependant intrinsèquement imprécise du fait que de l'extension spatiale des astérismes concernés, et de la distance variable des différents points de ceux-ci avec l'écliptique. D'autres auteurs obtinrent cependant une valeur assez proche, de 1,3°±0,1° degré pour un chi.

### Mesure des angles
La façon dont le chi était effectivement mesuré n'est actuellement pas connue. Il est possible qu'il ait été estimé sans instruments, ce qui serait éventuellement lié au fait que l'angle n'est pas aussi facilement mesurable que la position précise d'un astre par rapport à un système de coordonnées préalablement déterminé, hypothèse qui expliquerait la variation du chi d'un document à l'autre. Cependant, toutes les estimations convergent vers une valeur moyenne du chi aux alentours de un degré (c'est-à-dire un du), aussi la valeur d'un degré pour le chi apparaît-elle vraisemblable, même s'il faut garder en tête que la valeur effective du chi est fortement susceptible d'avoir varié avec les observateurs. 